# 于仁泰
于仁泰（英語：Ronny Yu，1950年—），是香港和美國導演及編劇。好萊塢作品主要以驚慄恐怖電影為主，所以在好萊塢電影界有“鬼王”的稱號。雖然不算多產，但所拍攝的電影多半成功，是在好萊塢發展的華人導演中，為數不多有過億票房的導演。代表作品有《白髮魔女傳》、《夜半歌聲》、《佛萊迪大戰傑森之開膛破肚》、《鬼娃新娘》、《霍元甲》等。其中，《佛萊迪大戰傑森之開膛破肚》首映票房為1360萬美元，北美上映開創3,640萬美元的佳績，成為北美票房冠軍。

## 生平
于仁泰於1950年生於香港，父親在中環開設公司，早年在玫瑰崗學校就讀小學（該校首五屆的校友），之到英國就讀中學，後到美國俄亥俄州立大學攻读工商管理，其间前往南加州大学修读电影课程。1976年他为電影《跳灰》当制片人而进入电影界。他首部執導作品乃首部作品為與陳欣健合導的《牆內牆外》(1979)，成立香港新浪潮時期導演之一。
兒時患有小兒麻痹症，導致行動不便，這并沒有阻止他的發展，仍然身殘志堅進行他的電影工作。雖然于仁泰拍的電影不算多產，但普遍獲極佳評價。他曾拍攝由李小龍之子李國豪主演的《龍在江湖》(1986)。1993年拍攝《白髮魔女傳》（張國榮、林青霞主演），是他最為人津津樂道的作品，贏得第30屆金馬獎最佳改編劇本獎，影片在西方的Cult片界有一定知名度。他亦獲荷里活賞識，於1997年進軍荷里活。
于仁泰於1997年執導首部美國資金的電影《五行戰士》，票房稱不上是成功之作，但總算為他打開了荷里活之門。往後的幾年，于仁泰在荷里活拍攝了好幾部電影如《鬼娃新娘》、《毒家交易》及《佛萊迪大戰傑森之開膛破肚》，裡面的詭異和個人風格受到歐美觀眾的留意。
2006年，于仁泰回歸中國，作為導演拍攝由李連杰主演的《霍元甲》，并贏得觀眾各界的好評。2011年回港進行《忠烈楊家將》的編劇和策划工作，并在中國內地拍攝該電影。現時主要定居澳洲悉尼。

## 作品

### 導演
- 1979年：《牆外牆內》（與陳欣健合導）
- 1980年：《救世者》
- 1981年：《巡城馬》
- 1981年：《追鬼七雄》
- 1984年：《靈氣迫人》
- 1985年：《四眼仔》
- 1986年：《龙在江湖》
- 1988年：《猛鬼佛跳牆》
- 1989年：《轟天龍虎會》
- 1991年：《千王》
- 1992年：《武林聖鬥士》
- 1992年：《伙頭福星》
- 1993年：《白髮魔女傳》
- 1995年：《夜半歌聲》
- 1997年：《五行戰士》
- 1998年：《鬼娃新娘》
- 2001年：《五十一區》
- 2003年：《鬼王再生》
- 2006年：《霍元甲》
- 2013年：《忠烈楊家將》

### 副導演
- 1988年富貴再逼人

### 執行導演
- 2008年：《最後一個吸血鬼》

### 監製
- 1988年雞同鴨講
- 1993年白髮魔女傳
- 1993年白髮魔女2
- 1994年重金屬
- 2006年霍元甲
- 2013年忠烈楊家將

### 編劇
- 1978年茄哩啡
- 1979牆內牆外
- 1982年巡城馬
- 1983年追鬼七雄
- 1993年白髮魔女1＆2
- 1995年夜半歌聲
- 2013年忠烈楊家將

### 演出
- 1980年：《第一類型危險》
- 1989年：《轟天龍虎會》
- 1989年：《師姐大晒》

### 歐美電視劇導演
- 2008年：《恐怖之源（英语：Fear Itself (TV series)）》第3集

### 製片
- 1976年《跳灰》

### 剪接
- 1991年《千王1991》

### 策劃
- 1978年茄哩啡
- 1986癡心的我
- 1986八喜臨門
- 1987富貴逼人
- 1987你OK，我OK!
- 1987鬼馬校園
- 1988富貴再逼人

### 出品人
- 1993同居關係

## 外部連結
- 于仁泰在互联网电影资料库（IMDb）上的資料（英文）
- 于仁泰個人網站（页面存档备份，存于）
- 于仁泰在香港影庫上的簡介
- 于仁泰在豆瓣上的资料（简体中文）